# 熊本県道49号熊本大津線
熊本県道49号熊本大津線（くまもとけんどう49ごう くまもとおおづせん）は、熊本県熊本市北区から菊池郡大津町に至る県道（主要地方道）である。

## 概要
熊本市と合志市、また菊池郡大津町と菊池市の境界付近を縫うように通っているのが特徴で、進路変更を多く必要とするため迷走しやすい。
合志市と大津町の一部区間に道幅が狭い区間がある。

### 路線データ
- 起点：熊本県熊本市北区飛田4丁目（飛田4丁目交差点、国道387号交点、熊本県道231号託麻北部線上）
- 終点：熊本県菊池郡大津町大字矢護川（熊本県道23号菊池赤水線交点）

## 歴史
- 1993年（平成5年）5月11日 - 建設省から、県道矢護川熊本線・県道託麻北部線の一部が熊本大津線として主要地方道に指定される[1]。
- 1994年（平成6年） - 県道の路線認定。

## 路線状況

### 重複区間
- 熊本県道231号託麻北部線（熊本市北区飛田4丁目・飛田4丁目交差点（起点） - 熊本市北区清水新地4丁目・清水新地4丁目交差点）
- 熊本県道37号熊本菊鹿線（合志市須屋・合志市須屋交差点 - 熊本市北区八景水谷1丁目）
- 熊本県道316号住吉熊本線（合志市幾久富 - 合志市竹迫）
- 熊本県道30号大津植木線（合志市竹迫 - 合志市福原）

## 地理

### 通過する自治体
- 熊本市（北区）
- 合志市
- 熊本市（北区）
- 合志市
- 熊本市（北区）
- 菊池郡菊陽町
- 合志市
- 菊池市
- 菊池郡大津町
- 菊池市
- 菊池郡大津町

### 交差する道路
| 交差する道路                                                | 市町村名 | 市町村名 | 交差する場所  | 交差する場所           |
| ----------------------------------------------------------- | -------- | -------- | ------------- | ---------------------- |
| 国道387号 熊本県道231号託麻北部線 重複区間起点              | 熊本市   | 北区     | 飛田4丁目     | 飛田4丁目交差点 / 起点 |
| 熊本県道37号熊本菊鹿線 重複区間起点                         | 合志市   | 合志市   | 須屋          | 合志市須屋交差点       |
| 熊本県道37号熊本菊鹿線 重複区間終点                         | 熊本市   | 北区     | 八景水谷1丁目 |                        |
| 熊本県道231号託麻北部線 重複区間起点                        | 熊本市   | 北区     | 清水新地4丁目 | 新地4丁目交差点        |
| 国道3号 / 熊本北バイパス                                    | 熊本市   | 北区     | 清水新地3丁目 |                        |
| 熊本県道316号住吉熊本線 重複区間起点                        | 合志市   | 合志市   | 幾久富        |                        |
| 熊本県道341号大津西合志線                                   | 合志市   | 合志市   | 竹迫          |                        |
| 熊本県道30号大津植木線 重複区間起点                         | 合志市   | 合志市   | 竹迫          |                        |
| 熊本県道30号大津植木線 重複区間終点 熊本県道138号辛川鹿本線 | 合志市   | 合志市   | 福原          |                        |
| 熊本県道316号住吉熊本線 重複区間終点                        | 合志市   | 合志市   | 竹迫          |                        |
| 国道325号 国道443号 重複                                    | 菊池郡   | 大津町   | 大字杉水      |                        |
| 熊本県道23号菊池赤水線                                      | 菊池郡   | 大津町   | 大字矢護川    | 終点                   |

### 沿線
- 熊本電鉄菊池線 堀川駅 - 新須屋駅
- 尚絅大学・尚絅大学短期大学部
- 合志市役所 泉ヶ丘支所
- くまもと中央カントリークラブ
- 川辺工業団地（菊池市）
- 堀川